# Phragmipedium andreettae
Phragmipedium andreettae är en orkidéart som beskrevs av Phillip James Cribb och Franco Pupulin. Phragmipedium andreettae ingår i släktet Phragmipedium och familjen orkidéer. Inga underarter finns listade i Catalogue of Life.